# Karl-Friedrich Höcker
Karl-Friedrich Gottlieb Höcker (* 11. Dezember 1911 in Engershausen, heute Stadtteil von Preußisch Oldendorf; † 30. Januar 2000 in Lübbecke) war ein deutscher SS-Obersturmführer, der unter anderem in den Vernichtungslagern Lublin-Majdanek und Auschwitz-Birkenau tätig war. Bekannt wurde das ihm zugeordnete Fotoalbum aus seiner Zeit in Auschwitz, das 2006 in den USA öffentlich gemacht wurde.

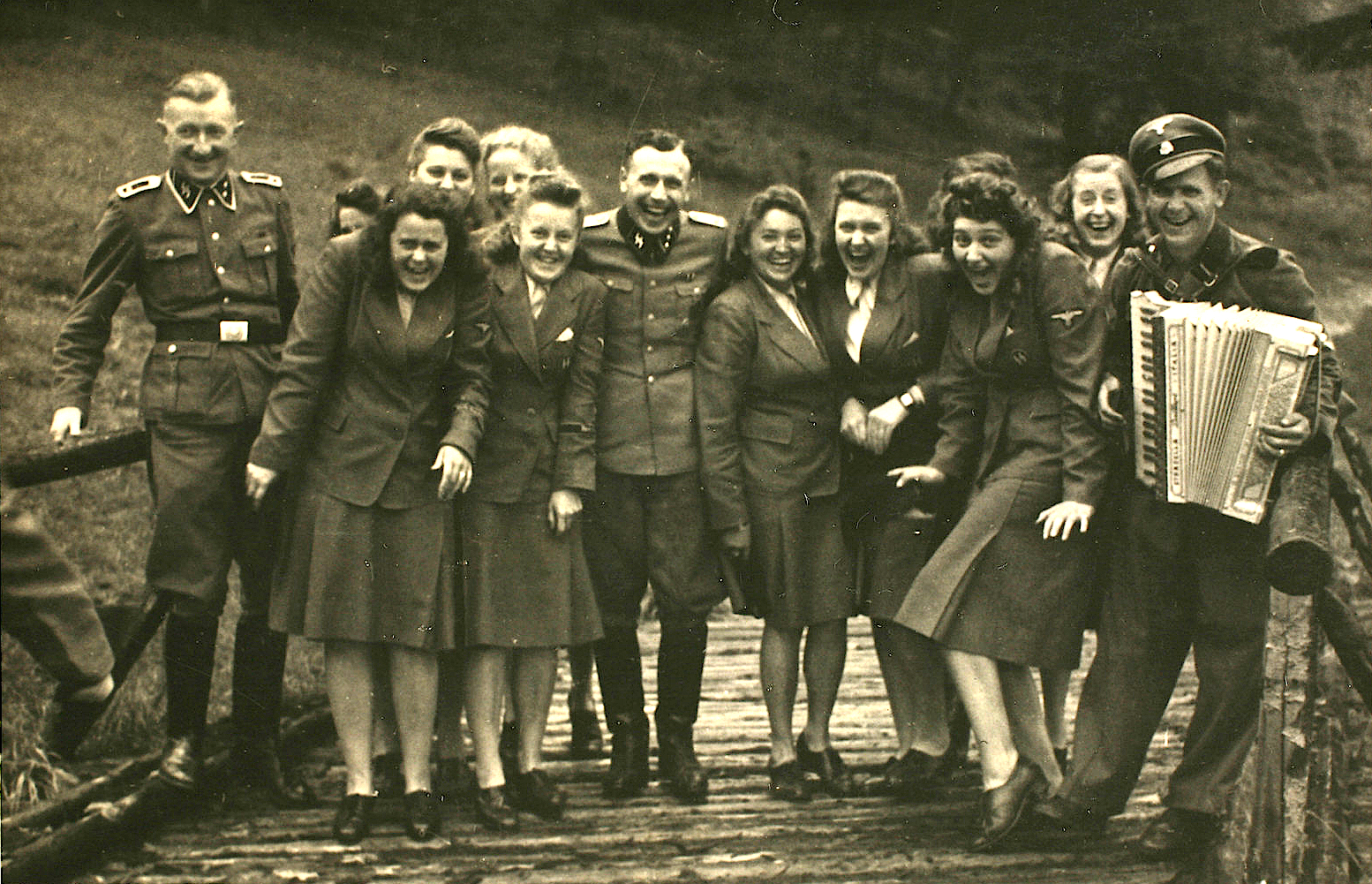
Höcker inmitten von SS-Helferinnen bei einem Betriebsausflug zur Solahütte (22. Juli 1944)

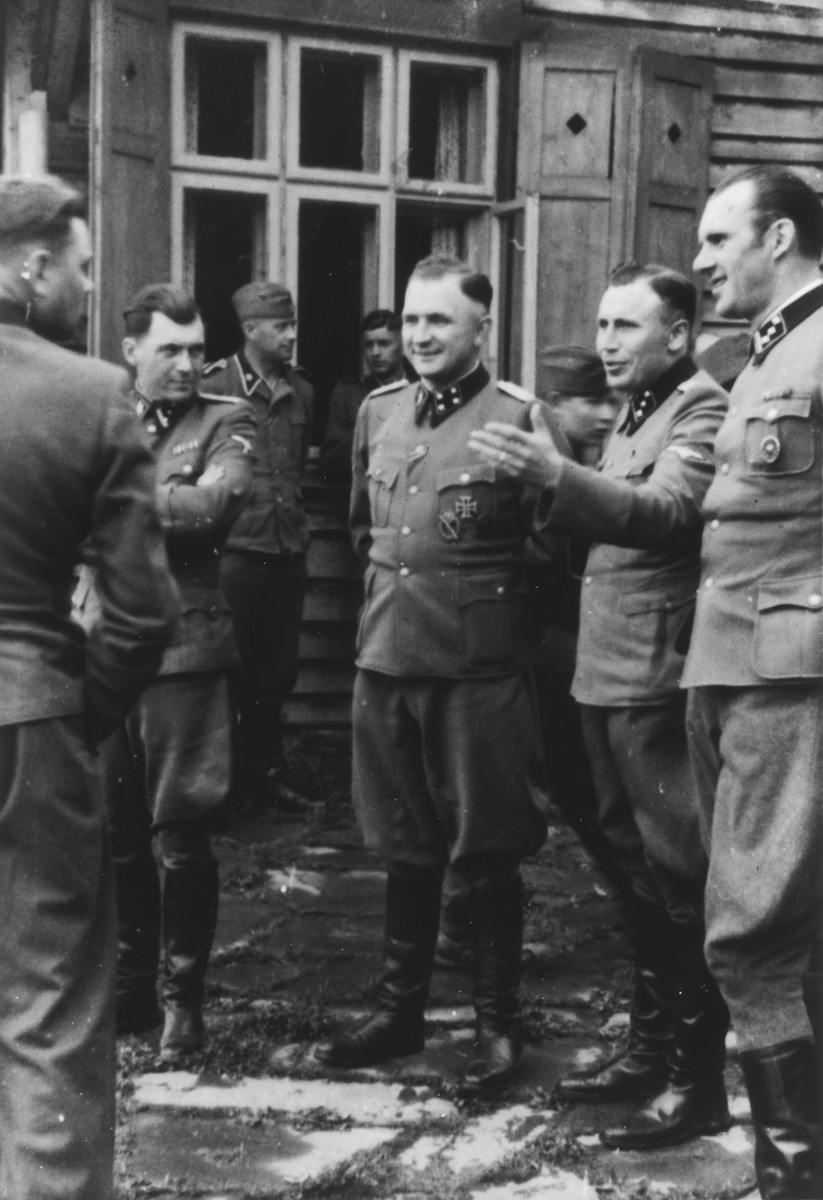
Josef Kramer (Rücken), Josef Mengele, Richard Baer, Karl Höcker, Walter Schmidetzki (1944)

## Leben
Höcker war das jüngste von sechs Kindern eines Bauarbeiters, der 1915 im Ersten Weltkrieg fiel. Er wuchs in wirtschaftlich schwierigen Verhältnissen auf, seine Mutter führte eine kleine Landwirtschaft. Seine Volksschulzeit schloss er 1926 in Preußisch-Oldendorf ab. Nach seiner kaufmännischen Ausbildung war Höcker bis 1930 in einem Eisenwarenladen als Buchhalter tätig. Nach zweieinhalbjähriger Arbeitslosigkeit wurde er zunächst als Kassengehilfe bei der Amtskasse in Preußisch-Oldendorf und danach bei der Sparkasse Lübbecke beschäftigt.
Er trat im Oktober 1933 der SS (SS-Nummer 182.961) bei. Am 26. Juni 1937 beantragte er die Aufnahme in die NSDAP und wurde rückwirkend zum 1. Mai desselben Jahres aufgenommen (Mitgliedsnummer 4.444.757). Im selben Jahr heiratete er.
Seit dem 16. November 1939 war er Angehöriger des 9. SS-Infanterieregiments in Danzig. Ab 1940 war Höcker im KZ Neuengamme eingesetzt, wo er als Adjutant des Lagerkommandanten Martin Weiß zunächst in der Schreibstube eingesetzt wurde. 1942 leitete Weiß gleichzeitig das KZ Arbeitsdorf, auch dort war Höcker ab Frühjahr 1942 sein Adjutant. Bevor Höcker im Mai 1943 ins KZ Majdanek wechselte, wiederum als Adjutant von Lagerkommandant Weiß, absolvierte er die SS-Junkerschule in Braunschweig und eine militärische Ausbildung. Im Mai 1944 wurde Höcker schließlich ins Stammlager Auschwitz versetzt. Dort war er Adjutant des gleichfalls neu eingesetzten Lagerkommandanten Richard Baer.
Nach der Evakuierung von Auschwitz im Januar 1945 wurde Baer Kommandant des KZ Mittelbau-Dora in Nordhausen; Höcker folgte ihm als Adjutant. Im April 1945 wurde das Lager evakuiert; Höcker floh und wurde bei Rendsburg von britischen Truppen aufgegriffen. Aufgrund seiner mitgeführten falschen Papiere, die ihn als Wehrmachtsoldaten auswiesen, wurde er nach nur 18 Monaten in einem britischen POW-Lager Ende 1946 entlassen und kehrte zu seiner Frau und seinen zwei Kindern nach Lübbecke zurück, wo er wieder als Bankkaufmann arbeitete. Durch Selbstanzeige bei der Staatsanwaltschaft Bielefeld im Jahre 1952 wollte sich Höcker entnazifizieren lassen. Aufgrund seiner Zugehörigkeit zu einer verbrecherischen Organisation, der SS, wurde er zu einer Haftstrafe von neun Monaten verurteilt, musste die Haft aber wegen des Straffreiheitsgesetzes von 1954 nicht antreten.
Im Zuge der Ermittlungsverfahren der Zentralen Stelle der Landesjustizverwaltungen wurde er Anfang der 1960er Jahre erneut verhaftet und 1963 im 1. Frankfurter Auschwitzprozess angeklagt. Im Prozess beteuerte er, von den Massenvernichtungsaktionen an den ungefähr 400.000 ungarischen Juden während seiner Dienstzeit in Auschwitz keine Kenntnis gehabt zu haben. Er sei davon ausgegangen, „dass Häftlinge in Auschwitz grundsätzlich nicht getötet worden sind“. Er leugnete im Gerichtssaal im Angesicht von Zeugen, an Selektionen teilgenommen zu haben. In der Urteilsverkündung am 19. und 20. August 1965 wurde er wegen Gemeinschaftlicher Beihilfe zum gemeinschaftlichen Mord in mindestens 3 Fällen an mindestens je 1000 Menschen zu sieben Jahren Zuchthaus verurteilt. Nach seiner Entlassung 1970 arbeitete er bis zu seiner Pensionierung wieder in seiner alten Bank in Lübbecke.
Am 3. Mai 1989 wurde Höcker vom Landgericht Bielefeld wegen Beihilfe zu drei Vergasungsaktionen zu vier Jahren Haft verurteilt, wobei bei jeder Aktion im KZ Majdanek mindestens 20 Menschen getötet worden waren.
Höcker wurde im Oktober 1992 aus der Haft entlassen und seine Reststrafe zur Bewährung ausgesetzt. Er verstarb im Jahr 2000 im Alter von 88 Jahren.

## Auschwitzalbum
Im Dezember 2006 erwarb das United States Holocaust Memorial Museum von einem anonym gebliebenen ehemaligen Lieutenant Colonel der U.S. Army ein 1946 von diesem gefundenes Fotoalbum mit 116 Aufnahmen, die Höcker während seiner Zeit in Auschwitz zeigen. Der Großteil der inzwischen Höcker-Album genannten Sammlung zeigt Angehörige des Lagerpersonals bei Schießübungen, bei der Übergabe des SS-Lazaretts in Birkenau und bei Freizeitaktivitäten in der Solahütte im Tal der Soła, rund 30 km von Auschwitz entfernt. Abgebildet sind unter anderem Baer, Rudolf Höß, Josef Kramer, Franz Hößler und Otto Moll. Das Höcker-Album enthält zudem die einzig bekannten Aufnahmen von Josef Mengele aus seiner Zeit als dortiger Lagerarzt.